# لورد إدوارد سيسيل
لورد إدوارد سيسيل (بالإنجليزية: Lord Edward Cecil)‏ هو عسكري جنوب أفريقي، ولد في 12 يوليو 1867، وتوفي في 13 ديسمبر 1918 بسبب إنفلونزا.